# Hermann Faul
Hermann Faul (* 20. Oktober 1949 in Nördlingen) ist ein deutscher Kommunalpolitiker. Er war von 2006 bis 2020 Oberbürgermeister der Großen Kreisstadt Nördlingen.

## Leben
Der gebürtige Nördlinger Hermann Faul, verheiratet, zwei Kinder, war annähernd vier Jahrzehnte im Polizeivollzugsdienst zunächst bei der Stadtpolizei Nördlingen und dann beim Freistaat Bayern beschäftigt. Bis zur Wahl als Oberbürgermeister von Nördlingen war er Erster Polizeihauptkommissar und Leiter der Polizeiinspektion in Donauwörth. Neben seiner beruflichen Tätigkeit war er stets lange Jahre politisch und in Sport- und Sozialeinrichtungen aktiv. Als Kirchenvorstand der Kirchengemeinde St. Georg hat er sich seit 1994 für die Belange der evangelisch-lutherischen Kirchengemeinde in Nördlingen stark engagiert. Zudem war er lange Jahre Beisitzer beim Handball-Bezirk Schwaben und langjähriger Abteilungsleiter der Handball-Abteilung im TSV 1861 Nördlingen.

## Politische Laufbahn
1990 wurde Hermann Faul in den Stadtrat von Nördlingen gewählt. Er leitete als Fraktionssprecher die PWG-Fraktion und war Mitglied in vielen Ausschüssen. Zudem gehörte er von Mai 1996 bis April 2020 dem Kreistag des Landkreises Donau-Ries an; bei der Wahl am 15. März 2020 bewarb er sich nicht mehr.
Im Jahr 2006 kandidierte er als Oberbürgermeister und setzte sich gegen den CSU-Bewerber Peter Schiele mit 67,25 % aller Stimmen durch. Seit 2006 war er als Oberbürgermeister für seine Heimatstadt, aber auch für die Vereinigten Wohltätigkeitsstiftungen Nördlingen und die Stadtwerke Nördlingen politisch verantwortlich. Darüber hinaus war er stellvertretender Verwaltungsratsvorsitzender im gemeinsamen Kommunalunternehmen der Donau-Ries Kliniken und Seniorenheime, Verwaltungsratsvorsitzender der Sparkasse Nördlingen (fusionierte am 30. August 2019 zur Sparkasse Dillingen-Nördlingen), stellvertretender Vorsitzender des Technologie Centrums Westbayern GmbH, ständiges Mitglied im Hauptausschuss Ferienland Donau-Ries, Mitglied im Kreisangehörigenausschuss und Gesundheitsausschuss des Bayerischen Städtetages sowie weiteren politischen und sozialen Verbänden. Nach wie vor engagiert sich Hermann Faul ehrenamtlich und ist insbesondere dem TSV 1861 Nördlingen eng verbunden.
Am 11. März 2012 wurde Faul wiedergewählt. Er setzte sich mit 78,8 % der Stimmen gegen seinen einzigen Mitbewerber Rudolf Koukol (Bündnis 90/Die Grünen) durch. Seine Amtszeit endete am 30. April 2020; durch die gesetzliche Altersgrenze war eine erneute Kandidatur nicht möglich.

## Ehrungen
In der kanadischen Stadt Markham, der Partnerstadt Nördlingens, wurde 2008 ein Gedenkstein für Faul auf dem „Walk of Fame“ im Stadtteil Unionville angebracht.